# Łabędnik
Łabędnik (do 1945 Groß Schwansfeld) – wieś w Polsce położona w województwie warmińsko-mazurskim, w powiecie bartoszyckim, w gminie Bartoszyce. W latach 1975–1998 miejscowość administracyjnie należała do województwa olsztyńskiego.

## Historia

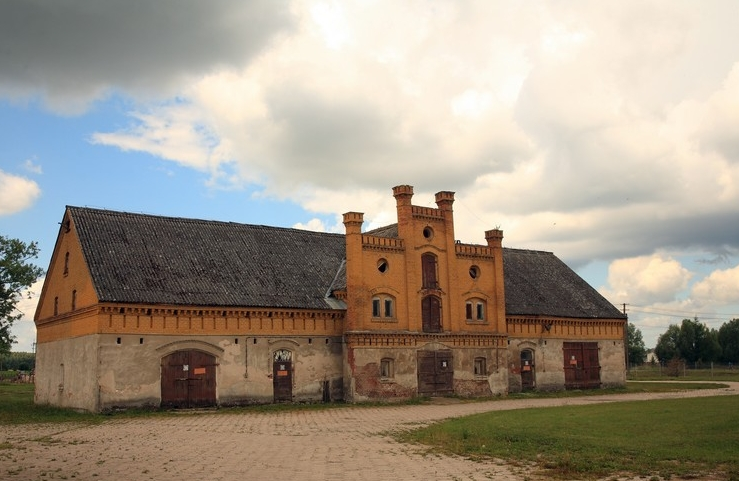
Łabędnik

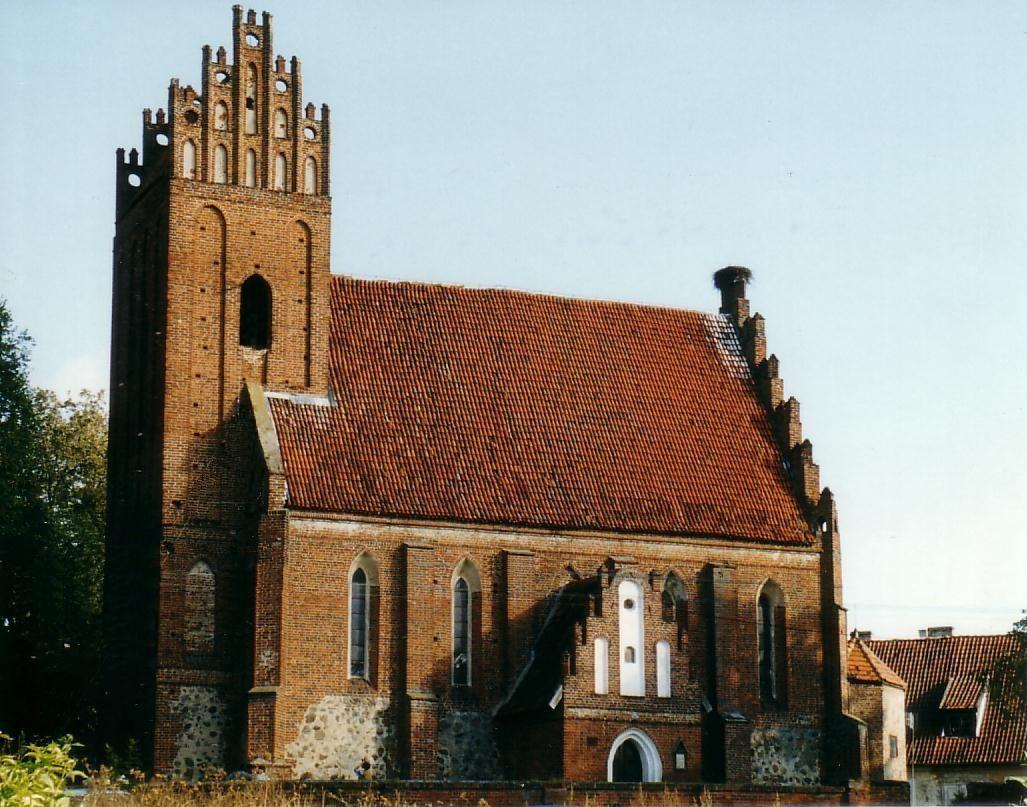
Łabędnik, kościół Matki Boskiej Zwycięskiej

Wieś rycerska pojawia się w dokumentach w 1363 r. (nadanie karczmy), choć mogła istnieć już 20 lat wcześniej. Był to majątek szlachecki o obszarze 24 włók. W czasie wojny polsko-krzyżackiej (1519–1521) wieś uległa zniszczeniu. W wieku XVI i XVII kazania w tutejszym kościele wygłaszano po polsku, co wskazuje że wieś przynajmniej w dużej części zamieszkana była przez osadników z Mazowsza.
W latach 1694–1945 dobra w Groß Schwansfeld należały do rodu von der Groeben. Pierwszy z nich, Fryderyk von der Groeben, służył w armii Jana III Sobieskiego i dowodził oddziałem jazdy w bitwie pod Wiedniem. Do swej nowej rezydencji przywiózł zdobyty podczas bitwy namiot jednego z paszów tureckich, przechowywany w Łabędniku do roku 1903 (obecnie w Arsenale w Berlinie). W swym testamencie Fryderyk ustanowił w Groß Schwansfeld majorat, czyli majątek dziedziczony w całości przez najstarszego syna (bez możliwości sprzedaży i podziału gruntów). Jego następca dokończył budowę pałacu, przebudowanego następnie w XIX wieku. Budowla ta nie należy co prawda do najbardziej reprezentacyjnych, na uwagę zasługuje jednak kartusz herbowy pochodzący sprzed przebudowy oraz barokowe balustrady tarasowe.
W 1889 r. do majątku ziemskiego w Groß Schwansfeld należały folwarki: Bożkowo (niem. Gotthilf, w 1905 zamieszkiwane przez 73 osoby), Gajówka, Kierz, Matyjaszki, Sporwiny. Łącznie cały majątek obejmował 1235 ha i był w posiadaniu von der Groebenów. W roku 1927 wieś zelektryfikowano. W 1932 właścicielem majątku był Ludwig Graf von der Groeben. W 1935 r. tutejsza szkoła zatrudniała jednego nauczyciela, a uczyło się w niej 50 dzieci. W 1939 r. we wsi było 480 mieszkańców.
W 1945 r. utworzono gminę Łabędnik, pierwszym wójtem został Władysław Januszewski (od 1946 – Piotr Dwornowski). Siedzibą Zarządu Gminnego gminy Łabędnik była Sokolica. Pałac przejęły Państwowe Nieruchomości Ziemskie, a pierwszym administratorem majątku ziemskiego był Stanisław Kożuchowski. W 1946 tutejszy kościół przejęli katolicy. W 1954 wieś stała się siedzibą gromady Łabędnik.
W 1983 r. we wsi był PGR oraz 20 indywidualnych gospodarstw rolnych, które gospodarzyły na 169 ha. We wsi było 29 domów z 689 mieszkańcami. W gospodarstwach indywidualnych hodowano 108 sztuk bydła (w tym 62 krowy mleczne), 97 świń i 16 koni. W tym czasie w Łabędniku był urząd pocztowy, przedszkole, świetlica, klub, sala kinowa na 100 miejsc, filia biblioteczna, ośrodek zdrowia, punkt apteczny, sklep wielobranżowy, tartak oraz zakład szewski.

## Parafia
Parafia istniała tu już w 1366 r. Pod koniec XV w. parafia w Łabędniku należała do archiprezbiteratu sępopolskiego. W roku 1525 w Łabędniku wprowadzono reformację – odtąd miejscowy kościół aż do końca II wojny światowej służył ewangelikom. Katolikom został przekazany po okresie dewastacji w 1958 r. i aż do roku 1994 pozostawał filią parafii w Sokolicy.
Obecnie Parafia Matki Bożej Zwycięskiej, reaktywowana 1 listopada 1994 r., należy do dekanatu sępopolskiego.

### Zabytki
Do wojewódzkiego rejestru zabytków wpisane są obiekty:
- Kościół Matki Boskiej Zwycięskiej w Łabędniku. Zbudowany w trzeciej tercji XIV w., gotycki, o salowym wnętrzu krytym stropem, murowany z cegły i kamienia polnego (przyziemie), orientowany, z wieżą od strony zachodniej, kaplica grobowa od północy i kruchtą od strony południowej. Wieżę dobudowano w pierwszej połowie XV w. Zwracają uwagę ozdobne szczyty. Zachowały się relikty gotyckiego ołtarza, przekształconego w XVI-XVII w. Na ścianach odkryto malowidła z końca XV w. z postaciami apostołów. W XVII w. powstały empory, prospekt organowy, malowidła na stropie (1679), z tego czasu przetrwały resztki epitafiów i bogato zdobione ławy kolatorskie. Zachowała się również dobudowana w XVIII wieku kaplica grobowa Groebenów (przypisywana Joachimowi Ludwigowi Schultheißowi von Unfried oraz całopostaciowy kamienny pomnik protoplasty rodu – Fryderyka Groebena (zm. 1712), uczestnika kampanii wiedeńskiej. Chorągiew nagrobna, która wisiała niegdyś nad pomnikiem, znajduje się obecnie w muzeum w Kętrzynie.
- Pałac w Łabędniku